# Бурневіль (Ер)
Бурневі́ль (фр. Bourneville) — колишній муніципалітет у Франції, у регіоні Нормандія, департамент Ер. Населення — 913 осіб (2011).
Муніципалітет був розташований на відстані близько 140 км на північний захід від Парижа, 36 км на захід від Руана, 60 км на північний захід від Евре.

## Історія
До 2015 року муніципалітет перебував у складі регіону Верхня Нормандія. Від 1 січня 2016 року належав до нового об'єднаного регіону Нормандія.
1 січня 2016 року Бурневіль і Сент-Круа-сюр-Езьє було об'єднано в новий муніципалітет Бурневіль-Сент-Круа.

## Демографія
Динаміка населення (INSEE ):
Розподіл населення за віком та статтю (2006):
| Стать | Всього | До 15 років | 15-24 | 25-44 | 45-64 | 65-85 | Понад 85 |
| --- | ------ | ----------- | ----- | ----- | ----- | ----- | -------- |
| Чоловіки | 410    | 78          | 42    | 128   | 85    | 73    | 4        |
| Жінки | 429    | 100         | 27    | 128   | 65    | 97    | 12       |
| \| Статево-вікова піраміда \| Статево-вікова піраміда \| Статево-вікова піраміда \| \| ----------------------- \| ----------------------- \| ----------------------- \| \| Чоловіки \| Вік \| Жінки \| \| 4 \| 85 + \| 12 \| \| 8 \| 80-84 \| 12 \| \| 27 \| 75-79 \| 27 \| \| 23 \| 70-74 \| 31 \| \| 15 \| 65-69 \| 27 \| \| 27 \| 60-64 \| 15 \| \| 12 \| 55-59 \| 8 \| \| 23 \| 50-54 \| 27 \| \| 23 \| 45-49 \| 15 \| \| 39 \| 40-44 \| 35 \| \| 35 \| 35-39 \| 43 \| \| 27 \| 30-34 \| 31 \| \| 27 \| 25-29 \| 19 \| \| 15 \| 20-24 \| 19 \| \| 27 \| 15-20 \| 8 \| \| 12 \| 10-14 \| 46 \| \| 23 \| 5-9 \| 23 \| \| 43 \| 0-4 \| 31 \| |        |             |       |       |       |       |          |
| Статево-вікова піраміда |        |             |       |       |       |       |          |
| Чоловіки | Вік    | Жінки       |       |       |       |       |          |
| 4 | 85 +   | 12          |       |       |       |       |          |
| 8 | 80-84  | 12          |       |       |       |       |          |
| 27 | 75-79  | 27          |       |       |       |       |          |
| 23 | 70-74  | 31          |       |       |       |       |          |
| 15 | 65-69  | 27          |       |       |       |       |          |
| 27 | 60-64  | 15          |       |       |       |       |          |
| 12 | 55-59  | 8           |       |       |       |       |          |
| 23 | 50-54  | 27          |       |       |       |       |          |
| 23 | 45-49  | 15          |       |       |       |       |          |
| 39 | 40-44  | 35          |       |       |       |       |          |
| 35 | 35-39  | 43          |       |       |       |       |          |
| 27 | 30-34  | 31          |       |       |       |       |          |
| 27 | 25-29  | 19          |       |       |       |       |          |
| 15 | 20-24  | 19          |       |       |       |       |          |
| 27 | 15-20  | 8           |       |       |       |       |          |
| 12 | 10-14  | 46          |       |       |       |       |          |
| 23 | 5-9    | 23          |       |       |       |       |          |
| 43 | 0-4    | 31          |       |       |       |       |          |

## Економіка
2010 року серед 551 особи працездатного віку (15—64 років) 411 були активними, 140 — неактивними (показник активності 74,6%, у 1999 році було 66,9%). З 411 активних мешканців працювало 375 осіб (209 чоловіків та 166 жінок), безробітними було 36 (8 чоловіків та 28 жінок). Серед 140 неактивних 43 особи були учнями чи студентами, 57 — пенсіонерами, 40 були неактивними з інших причин.

У 2010 році в муніципалітеті числилось 372 оподатковані домогосподарства, у яких проживали 920,0 особи, медіана доходів виносила 18 441 євро на одного особоспоживача